# Kate Latham
Kate Latham (25 ottobre 1952) è un'ex tennista statunitense.

## Carriera
In carriera ha raggiunto una finale nel singolare al Carlsbad Classic nel 1980. Nei tornei del Grande Slam ha ottenuto il suo miglior risultato raggiungendo il terzo turno nel singolare a Wimbledon nel 1973 e nel 1982, e agli US Open nel 1979, 1980 e 1982. Ha inoltre raggiunto il terzo turno nel doppio a Wimbledon nel 1980, in coppia con la connazionale Mona Guerrant.

## Statistiche

### Singolare

#### Finali perse (1)
| Numero | Anno          | Torneo                     | Superficie | Avversaria in finale | Punteggio |
| 1.     | 28 marzo 1980 | Carlsbad Classic, Carlsbad | Cemento    | Pam Shriver          | 1-6, 2-6  |

### Risultati in progressione
| Sigla | Risultato               |
| ----- | ----------------------- |
| V     | Vincitore               |
| F     | Finalista               |
| SF    | Semifinalista           |
| O     | Oro olimpico            |
| A     | Argento olimpico        |
| SF    | Bronzo olimpico         |
| QF    | Quarti di Finale        |
| 4T    | Quarto turno            |
| 3T    | Terzo turno             |
| 2T    | Secondo turno           |
| 1T    | Primo turno             |
| RR    | Round Robin             |
| LQ    | Turno di qualificazione |
| A     | Assente                 |
| ND    | Non disputato           |

| Legenda superfici    |
| -------------------- |
| Cemento              |
| Terra battuta        |
| Erba                 |
| Superficie variabile |

#### Singolare nei tornei del Grande Slam
| Torneo          | 1973 | 1974 | 1975 | 1976 | 1977 | 1977 | 1978 | 1979 | 1980 | 1981 | 1982 | 1983 | 1984 |
| --------------- | ---- | ---- | ---- | ---- | ---- | ---- | ---- | ---- | ---- | ---- | ---- | ---- | ---- |
| Australian Open | A    | A    | A    | A    | A    | A    | A    | A    | A    | A    | 1T   | A    | A    |
| Open di Francia | A    | A    | A    | A    | A    | A    | 2T   | 1T   | 1T   | 1T   | 1T   | 1T   | 1T   |
| Wimbledon       | 3T   | 2T   | A    | A    | A    | A    | 1T   | 1T   | 2T   | A    | 3T   | 2T   | A    |
| US Open         | 1T   | 2T   | 1T   | A    | 1T   | 1T   | 1T   | 3T   | 3T   | 2T   | 3T   | 1T   | 1T   |

#### Doppio nei tornei del Grande Slam
| Torneo          | 1973 | 1974 | 1975 | 1976 | 1977 | 1977 | 1978 | 1979 | 1980 | 1981 | 1982 | 1983 | 1984 |
| --------------- | ---- | ---- | ---- | ---- | ---- | ---- | ---- | ---- | ---- | ---- | ---- | ---- | ---- |
| Australian Open | A    | A    | A    | A    | A    | A    | A    | A    | A    | A    | 1T   | A    | A    |
| Open di Francia | A    | A    | A    | A    | A    | A    | 1T   | A    | 2T   | 1T   | 1T   | 2T   | 1T   |
| Wimbledon       | 2T   | 2T   | A    | A    | A    | A    | 1T   | A    | 3T   | A    | 2T   | 1T   | A    |
| US Open         | A    | 1T   | A    | A    | A    | A    | 1T   | A    | 2T   | A    | 1T   | A    | A    |